# Kristian Sæverås
Kristian Skinstad Sæverås (* 22. Juni 1996 in Oslo, Norwegen) ist ein norwegischer Handballspieler. Der 1,97 m große  Torwart spielt für die norwegische Nationalmannschaft und seit 2025 für den deutschen Bundesligisten Frisch Auf Göppingen.

## Vereinskarriere
Kristian Sæverås spielte zunächst in seiner Heimat für Bækkelagets SK. Nach einem Jahr beim schwedischen Verein HK Malmö wechselte er in die dänische Håndboldligaen zu Aalborg Håndbold. 2019 feierte der Keeper dort die dänische Meisterschaft und den Pokalsieg. Ab 2020 stand er beim deutschen Bundesligisten SC DHfK Leipzig im Tor. Im Sommer 2025 wechselte er zum Ligakonkurrenten Frisch Auf Göppingen.

## Nationalmannschaft
In der Norwegischen Nationalmannschaft debütierte Kristian Sæverås am 4. Januar 2018 gegen Frankreich. Er bestritt bisher 94 Länderspiele, in denen er drei Tore erzielte.
Bei der Europameisterschaft 2018 bestritt er ein Spiel. Zwei Jahre später gewann er die Bronzemedaille. Mit Norwegen erreichte er das Viertelfinale bei den Olympischen Spielen in Tokio. Bei der Weltmeisterschaft 2023 stand er ebenfalls im Aufgebot. Bei der Weltmeisterschaft 2025 wurde er als dritter Torwart in den finalen Turnierkader berufen, kam allerdings in keinem Spiel zum Einsatz.

## Erfolge
- mit Aalborg Håndbold
  - dänischer Meister 2019
  - dänischer Pokalsieger 2019

- mit Norwegen
  - Olympische Jugendspiele: Bronze 2014[9]
  - Europameisterschaft: Bronze 2020